# Kaechon
Kaechon (en hangul: 개천시, en hanja: 价川市) es una localidad de la provincia de P'yŏngan del Sur en Corea del Norte. El territorio es conocido internacionalmente por ser la ubicación del gulag número 14 conocido como centro de detención Kwalinso. Se encuentra a unos 60 km al norte de Pyongyang.

## Historia

### El gulag
En Kaechon se ubica  el del gulag número 14 conocido como centro de detención Kwalinso.[cita requerida]
Fuentes de Corea del Norte han anunciado que en el centro de detención 14 de Kwalinso como en el centro número 16 de Hwaseong, podrían ser reubicados prisioneros del gulag número 15 de Yodok, debido a su inminente cierre.

### Inundaciones de julio de 2012
Entre el 29 y 30 de julio de 2012 Corea del Norte sufrió una de las peores lluvias torrenciales de su historia con 119 víctimas mortales y destruyendo más de 4900 viviendas e inundando otras 8350. Además 21 370 personas perdieros sus viviendas.
Kaechon fue fuertemente afectaca por las precipitaciones que afectaron a dos minas de carbón así como a carreteras, vías de ferrocarril y puentes de la zona.

### Turismo
Los sitios más turísticos de Kaechon son la cueva de Songam, el Templo Taeripsa con su pagoda de piedra de nueve niveles, las fortalezas de Changhamsŏng, T'osŏng y Kosasansŏng, el dolmen Namsa y el grupo de dólmenes en Mukpangsan. También se encuentra el lago Yŏnpung y la cueva Yongwon, que fue descubierta en 1966 y se conserva como Monumento Natural de Corea del Norte número 43.

## Lectura complementaria
- Dormels, Rainer. North Korea's Cities: Industrial facilities, internal structures and typification. Jimoondang, 2014. ISBN 978-89-6297-167-5 (en inglés).